# 三庙前乡
庙前乡，是中华人民共和国江西省上饶市鄱阳县下辖的一个乡镇级行政单位。

## 行政区划
庙前乡下辖以下地区：
三庙前村、和丰村、埠丰村、渡头村、马墩村、吉潭村、大利村、东高村、雷村、东阳村、山闾村、东朋村、东朗村、栎树村、柘岭村、横岭村、樟潭村、布袋村、龙丰村、洪曹村、青泥村、濠湖村、万安村、乐安村和高峰村。